# Улица Карпова (Калуга)
Улица Карпова — улица в исторической части Калуги, проходит от Воскресенской улицы до улицы Марата. Протяжённость улицы около 550 м.

## История
Современная улица включила в себя прежние Ларинскую (позднее — Покровскую) и Никитскую улицы. Указанные названия связаны с тем, что улица выходила к Покровской и Никитской церквям.
С установлением советской власти часть улицы (от Марата до Театральной) получила название Октябрьская. В 1943 году улица носила имя видного деятеля советского государства К. Е. Ворошилова.
В 1950 году в Никитской церкви открылся кинотеатр «Пионер»
Современное название, с 1961 года, в честь уроженца Калужской области, советского военнослужащего, участника Великой Отечественной войны, лётчика-истребителя, командира эскадрильи 123-го (27-го) Выборгского гвардейского истребительного авиационного полка 2-го Ленинградского гвардейского истребительного корпуса ПВО, дважды Героя Советского Союза Александра Карпова (1917—1944).

## Достопримечательности
д. 1 — Жилой дом градоначальника (1780 г., архитектор И. Д. Ясныгин)
д. 2 — Усадьба Дехтерева
д. 4 — Усадьба Фалеева-Сухозанет
Дворянский земельный и крестьянский поземельный банки
д. 5 — Жилой дом с рыбокоптильней
д. 7 — Жилой дом
д. 9/6 — Жилой дом (2-я пол. XVIII в.)
д. 11 — Жилой дом
д. 13 — Доходный дом Благовещенских
д. 15 — Жилой дом
д. 17 — Жилой дом
д. 18 — Дом Н. Х. Билибина с оградой и воротами (Дом Билибина-Щелкановцевых-Уланова)
д. 19 — Жилой дом
д. 20 — Дом И. Х. Билибина
д. 23 — Дом аптекаря П. П. Каннинга
д. 25 — Дом Волостновых

## Известные жители
д. 4 — Корней Миронович Богданов, Николай Онуфриевич Сухозанет

## Улица в кинематографе
На улице проходили съёмки фильмов «Чужие письма», «Карнавал»

## Галерея
- Поземельный банк
- д. 11
- д. 11
- д. 7
- д. 5 — Жилой дом с рыбокоптильней
- д. 13 — Доходный дом Благовещенских
- д. 4 — Бывшие конюшни усадьбы Фалеева-Сухозанет